# Liste der Orte im Landkreis Elbe-Elster

Wappen des Kreises

Diese Liste enthält Siedlungen und Orte des Landkreises Elbe-Elster in Brandenburg. Zusätzlich angegeben sind – falls vorhanden – der sorbische Name, die Art der Gemeinde sowie die Gemeindezugehörigkeit. Durch Klicken auf das quadratische Symbol in der Titelzeile kann die Liste nach den einzelnen Parametern sortiert werden.
Grundlage für die Angaben sind die beim Online-Dienstleistungsportal des Landes Brandenburg abrufbaren Daten (Stand: 1. Januar 2009).
In der Spalte Sorbischer Name ist der offiziell im Land Brandenburg geführte sorbische Name genannt.

## Liste
| Ortsname                           | Art          | übergeordnete Einheit                                     |
| ---------------------------------- | ------------ | --------------------------------------------------------- |
| Ahlsdorf                           | Wohnplatz    | Schönewalde                                               |
| Ahlsdorf/Hohenkuhnsdorf            | Ortsteil     | Schönewalde                                               |
| Alleestraße                        | Gemeindeteil | Sonnewalde                                                |
| Altbelgern                         | Gemeindeteil | Mühlberg/Elbe                                             |
| Altenau                            | Ortsteil     | Mühlberg/Elbe                                             |
| Alt Herzberg                       | Wohnplatz    | Herzberg (Elster)                                         |
| Arenzhain                          | Ortsteil     | Doberlug-Kirchhain                                        |
| Arnsnesta                          | Ortsteil     | Herzberg (Elster)                                         |
| Babben                             | Ortsteil     | Amt Kleine Elster (Niederlausitz) Massen-Niederlausitz    |
| Bad Liebenwerda                    | Stadt        | Bad Liebenwerda                                           |
| Bärfang                            | Wohnplatz    | Doberlug-Kirchhain                                        |
| Bahnhof Beutersitz                 | Wohnplatz    | Uebigau-Wahrenbrück                                       |
| Bahnhof Wahrenbrück                | Wohnplatz    | Uebigau-Wahrenbrück                                       |
| Bahnsdorf                          | Ortsteil     | Uebigau-Wahrenbrück                                       |
| Beiersdorf                         | Ortsteil     | Uebigau-Wahrenbrück                                       |
| Berga                              | Wohnplatz    | Amt Schlieben Schlieben                                   |
| Bernsdorf                          | Ortsteil     | Schönewalde                                               |
| Betten                             | Ortsteil     | Amt Kleine Elster (Niederlausitz) Massen-Niederlausitz    |
| Beyern                             | Ortsteil     | Falkenberg/Elster                                         |
| Beutersitz                         | Ortsteil     | Uebigau-Wahrenbrück                                       |
| Bicking                            | Gemeindeteil | Herzberg (Elster)                                         |
| Biehla                             | Gemeindeteil | Elsterwerda                                               |
| Birkwalde                          | Ortsteil     | Sonnewalde                                                |
| Bomsdorf                           | Ortsteil     | Uebigau-Wahrenbrück                                       |
| Borken                             | Ortsteil     | Herzberg (Elster)                                         |
| Borschütz                          | Gemeindeteil | Mühlberg/Elbe                                             |
| Bönitz                             | Ortsteil     | Uebigau-Wahrenbrück                                       |
| Brandis/Horst                      | Ortsteil     | Schönewalde                                               |
| Breitenau                          | Ortsteil     | Sonnewalde                                                |
| Brenitz                            | Ortsteil     | Sonnewalde                                                |
| Brottewitz                         | Ortsteil     | Mühlberg/Elbe                                             |
| Buchhain                           | Ortsteil     | Doberlug-Kirchhain                                        |
| Buckau                             | Ortsteil     | Herzberg (Elster)                                         |
| Burxdorf                           | Ortsteil     | Bad Liebenwerda                                           |
| Buschhaus                          | Wohnplatz    | Schönewalde                                               |
| Buschmühle                         | Wohnplatz    | Doberlug-Kirchhain                                        |
| Buschmühle                         | Wohnplatz    | Amt Kleine Elster (Niederlausitz) Massen-Niederlausitz    |
| Crinitz                            | Gemeinde     | Amt Kleine Elster (Niederlausitz) Crinitz                 |
| Dabern                             | Ortsteil     | Sonnewalde                                                |
| Danzigmühle                        | Wohnplatz    | Amt Kleine Elster (Niederlausitz) Sallgast                |
| Doberlug                           | Gemeindeteil | Doberlug-Kirchhain                                        |
| Doberlug-Kirchhain                 | Stadt        | Doberlug-Kirchhain                                        |
| Dobra                              | Ortsteil     | Bad Liebenwerda                                           |
| Döllingen                          | Ortsteil     | Amt Plessa Plessa                                         |
| Dollenchen                         | Ortsteil     | Amt Kleine Elster (Niederlausitz) Sallgast                |
| Domsdorf                           | Ortsteil     | Uebigau-Wahrenbrück                                       |
| Drasdo                             | Ortsteil     | Uebigau-Wahrenbrück                                       |
| Dreska                             | Ortsteil     | Amt Plessa Hohenleipisch                                  |
| Drößig                             | Ortsteil     | Amt Elsterland Heideland                                  |
| Dubro                              | Ortsteil     | Schönewalde                                               |
| Dübrichen                          | Ortsteil     | Doberlug-Kirchhain                                        |
| Eichholz                           | Ortsteil     | Amt Elsterland Heideland                                  |
| Eichwald                           | Wohnplatz    | Amt Elsterland Schönborn                                  |
| Elsterwerda                        | Stadt        | Elsterwerda                                               |
| Falkenberg/Elster                  | Stadt        | Falkenberg/Elster                                         |
| Fermerswalde                       | Ortsteil     | Herzberg (Elster)                                         |
| Fichtenberg                        | Ortsteil     | Mühlberg/Elbe                                             |
| Fichtwald                          | Gemeinde     | Amt Schlieben Fichtwald                                   |
| Finsterwalde                       | Stadt        | Finsterwalde                                              |
| Fischwasser                        | Ortsteil     | Amt Elsterland Heideland                                  |
| Forsthaus Görnewitz                | Gemeindeteil | Falkenberg/Elster                                         |
| Forsthaus Oppelhainer Pechhütte    | Wohnplatz    | Amt Plessa Gorden-Staupitz                                |
| Forsthaus Waldmühle                | Wohnplatz    | Doberlug-Kirchhain                                        |
| Forsthaus Wallhaus                 | Wohnplatz    | Sonnewalde                                                |
| Forsthaus Weberteich               | Wohnplatz    | Amt Elsterland Heideland                                  |
| Forsthaus Weißhaus                 | Wohnplatz    | Doberlug-Kirchhain                                        |
| Frankena                           | Ortsteil     | Doberlug-Kirchhain                                        |
| Frankenhain                        | Ortsteil     | Amt Schlieben Schlieben                                   |
| Frankenmühle                       | Wohnplatz    | Amt Schradenland Hirschfeld                               |
| Frauenhorst                        | Gemeindeteil | Herzberg (Elster)                                         |
| Freileben                          | Ortsteil     | Amt Schlieben Lebusa                                      |
| Freywalde                          | Gemeindeteil | Schönewalde                                               |
| Friedersdorf                       | Ortsteil     | Herzberg (Elster)                                         |
| Friedersdorf                       | Ortsteil     | Sonnewalde                                                |
| Friedersdorf                       | Ortsteil     | Amt Elsterland Rückersdorf                                |
| Friedrichsluga                     | Gemeindeteil | Herzberg (Elster)                                         |
| Gahro                              | Ortsteil     | Amt Kleine Elster (Niederlausitz) Crinitz                 |
| Gahroer Pechhütte                  | Wohnplatz    | Amt Kleine Elster (Niederlausitz) Crinitz                 |
| Gaitzsch                           | Gemeindeteil | Mühlberg/Elbe                                             |
| Georgshof                          | Gemeindeteil | Sonnewalde                                                |
| Göllnitz                           | Ortsteil     | Amt Kleine Elster (Niederlausitz) Sallgast                |
| Gorden                             | Ortsteil     | Amt Plessa Gorden-Staupitz                                |
| Gorden-Staupitz                    | Gemeinde     | Amt Plessa Gorden-Staupitz                                |
| Goßmar                             | Ortsteil     | Sonnewalde                                                |
| Grassau                            | Ortsteil     | Schönewalde                                               |
| Gräfendorf                         | Ortsteil     | Herzberg (Elster)                                         |
| Grauwinkel                         | Gemeindeteil | Schönewalde                                               |
| Grochwitz                          | Wohnplatz    | Herzberg (Elster)                                         |
| Gröbitz                            | Ortsteil     | Amt Kleine Elster (Niederlausitz) Massen-Niederlausitz    |
| Gröden                             | Gemeinde     | Amt Schradenland Gröden                                   |
| Großbahren                         | Ortsteil     | Sonnewalde                                                |
| Großkrausnik                       | Ortsteil     | Sonnewalde                                                |
| Großrössen                         | Ortsteil     | Falkenberg/Elster                                         |
| Großthiemig                        | Gemeinde     | Amt Schradenland Großthiemig                              |
| Gruhno                             | Ortsteil     | Amt Elsterland Schönborn                                  |
| Grube Erna                         | Wohnplatz    | Amt Elsterland Rückersdorf                                |
| Haida                              | Ortsteil     | Röderland                                                 |
| Hammermühle                        | Wohnplatz    | Amt Elsterland Schönborn                                  |
| Hartmannsdorf                      | Gemeindeteil | Schönewalde                                               |
| Heideland                          | Gemeinde     | Amt Elsterland Heideland                                  |
| Heideschlößchen                    | Wohnplatz    | Bad Liebenwerda                                           |
| Heinrichsruh                       | Gemeindeteil | Finsterwalde                                              |
| Hennersdorf                        | Ortsteil     | Doberlug-Kirchhain                                        |
| Henriette                          | Gemeindeteil | Amt Kleine Elster (Niederlausitz) Sallgast                |
| Herzberg (Elster)                  | Stadt        | Herzberg (Elster)                                         |
| Hillmersdorf                       | Ortsteil     | Amt Schlieben Fichtwald                                   |
| Hintermühle                        | Gemeindeteil | Finsterwalde                                              |
| Hirschfeld                         | Gemeinde     | Amt Schradenland Hirschfeld                               |
| Hohenbucko                         | Gemeinde     | Amt Schlieben Hohenbucko                                  |
| Hohenbucko                         | Ortsteil     | Amt Schlieben Hohenbucko                                  |
| Hohenkuhnsdorf                     | Gemeindeteil | Schönewalde                                               |
| Hohenleipisch                      | Gemeinde     | Amt Plessa Hohenleipisch                                  |
| Horst                              | Gemeindeteil | Schönewalde                                               |
| Jagdhütte Rehfelde                 | Wohnplatz    | Schönewalde                                               |
| Jagsal                             | Ortsteil     | Amt Schlieben Schlieben                                   |
| Jeßnigk                            | Ortsteil     | Schönewalde                                               |
| Kahla                              | Ortsteil     | Amt Plessa Plessa                                         |
| Kaupen                             | Wohnplatz    | Amt Plessa Schraden                                       |
| Kauxdorf                           | Ortsteil     | Uebigau-Wahrenbrück                                       |
| Kaxdorf                            | Wohnplatz    | Herzberg (Elster)                                         |
| Kiebitz                            | Gemeindeteil | Falkenberg/Elster                                         |
| Kirchhain                          | Gemeindeteil | Doberlug-Kirchhain                                        |
| Kleinhof                           | Wohnplatz    | Doberlug-Kirchhain                                        |
| Kleinbahren                        | Ortsteil     | Sonnewalde                                                |
| Kleinesee                          | Wohnplatz    | Herzberg (Elster)                                         |
| Kleinkrausnik                      | Ortsteil     | Sonnewalde                                                |
| Kleinrössen                        | Gemeindeteil | Falkenberg/Elster                                         |
| Klementinenhof                     | Gemeindeteil | Sonnewalde                                                |
| Klingmühl                          | Gemeindeteil | Amt Kleine Elster (Niederlausitz) Sallgast                |
| Knippelsdorf/Knippelsdorf-Siedlung | Ortsteil     | Schönewalde                                               |
| Knippelsdorf-Siedlung              | Gemeindeteil | Schönewalde                                               |
| Knissen                            | Wohnplatz    | Bad Liebenwerda                                           |
| Kölsa                              | Ortsteil     | Falkenberg/Elster                                         |
| Kölsa-Siedlung                     | Gemeindeteil | Falkenberg/Elster                                         |
| Körba                              | Ortsteil     | Amt Schlieben Lebusa                                      |
| Kolochau                           | Ortsteil     | Amt Schlieben Kremitzaue                                  |
| Köttlitz                           | Gemeindeteil | Mühlberg/Elbe                                             |
| Kosilenzien                        | Ortsteil     | Bad Liebenwerda                                           |
| Koßdorf                            | Ortsteil     | Mühlberg/Elbe                                             |
| Kotschka                           | Gemeindeteil | Elsterwerda                                               |
| Krassig                            | Wohnplatz    | Amt Schlieben Schlieben                                   |
| Kraupa                             | Ortsteil     | Elsterwerda                                               |
| Krauschütz                         | Gemeindeteil | Elsterwerda                                               |
| Kremitzaue                         | Gemeinde     | Amt Schlieben Kremitzaue                                  |
| Kröbeln                            | Ortsteil     | Bad Liebenwerda                                           |
| Langennaundorf                     | Ortsteil     | Uebigau-Wahrenbrück                                       |
| Langenrieth                        | Ortsteil     | Bad Liebenwerda                                           |
| Lappige Jacke                      | Wohnplatz    | Amt Plessa Schraden                                       |
| Lausitz                            | Ortsteil     | Bad Liebenwerda                                           |
| Lebusa                             | Gemeinde     | Amt Schlieben Lebusa                                      |
| Lebusa                             | Ortsteil     | Amt Schlieben Lebusa                                      |
| Lichtena                           | Ortsteil     | Doberlug-Kirchhain                                        |
| Lichterfeld-Schacksdorf            | Gemeinde     | Amt Kleine Elster (Niederlausitz) Lichterfeld-Schacksdorf |
| Lichterfeld                        | Ortsteil     | Amt Kleine Elster (Niederlausitz) Lichterfeld-Schacksdorf |
| Lieskau                            | Ortsteil     | Amt Kleine Elster (Niederlausitz) Lichterfeld-Schacksdorf |
| Lindena                            | Ortsteil     | Amt Elsterland Schönborn                                  |
| Lindenaer Mühle                    | Wohnplatz    | Doberlug-Kirchhain                                        |
| Lindthal                           | Ortsteil     | Amt Kleine Elster (Niederlausitz) Massen-Niederlausitz    |
| Löhsten                            | Ortsteil     | Herzberg (Elster)                                         |
| Lönnewitz                          | Gemeindeteil | Mühlberg/Elbe                                             |
| Lugau                              | Ortsteil     | Doberlug-Kirchhain                                        |
| Luisesiedlung                      | Wohnplatz    | Amt Kleine Elster (Niederlausitz) Sallgast                |
| Maasdorf                           | Ortsteil     | Bad Liebenwerda                                           |
| Maiblumengehege                    | Wohnplatz    | Röderland                                                 |
| Mahdel                             | Ortsteil     | Herzberg (Elster)                                         |
| Malitschkendorf                    | Ortsteil     | Amt Schlieben Kremitzaue                                  |
| Margarethenhof                     | Gemeindeteil | Finsterwalde                                              |
| Massen                             | Ortsteil     | Amt Kleine Elster (Niederlausitz) Massen-Niederlausitz    |
| Massen-Niederlausitz               | Gemeinde     | Amt Kleine Elster (Niederlausitz) Massen-Niederlausitz    |
| Martinskirchen                     | Ortsteil     | Mühlberg/Elbe                                             |
| Marxdorf                           | Ortsteil     | Uebigau-Wahrenbrück                                       |
| Merzdorf                           | Gemeinde     | Amt Schradenland Merzdorf                                 |
| Möglenz                            | Ortsteil     | Bad Liebenwerda                                           |
| Möllendorf                         | Ortsteil     | Sonnewalde                                                |
| Mühlberg/Elbe                      | Stadt        | Mühlberg/Elbe                                             |
| Mühlberg/Elbe                      | Ortsteil     | Mühlberg/Elbe                                             |
| München                            | Ortsteil     | Uebigau-Wahrenbrück                                       |
| Münchhausen                        | Wohnplatz    | Sonnewalde                                                |
| Münchhausen-Ossak                  | Ortsteil     | Sonnewalde                                                |
| Naundorf                           | Ortsteil     | Amt Schlieben Fichtwald                                   |
| Nehesdorf                          | Gemeindeteil | Finsterwalde                                              |
| Neudeck                            | Ortsteil     | Uebigau-Wahrenbrück                                       |
| Neumühl                            | Wohnplatz    | Uebigau-Wahrenbrück                                       |
| Neunaundorf                        | Gemeindeteil | Herzberg (Elster)                                         |
| Nexdorf                            | Ortsteil     | Doberlug-Kirchhain                                        |
| Neuburxdorf                        | Ortsteil     | Bad Liebenwerda                                           |
| Neuhof                             | Gemeindeteil | Falkenberg/Elster                                         |
| Niederhof                          | Wohnplatz    | Amt Kleine Elster (Niederlausitz) Crinitz                 |
| Oberbuschhaus                      | Wohnplatz    | Amt Plessa Schraden                                       |
| Oberhof                            | Wohnplatz    | Amt Kleine Elster (Niederlausitz) Crinitz                 |
| Obermühle                          | Wohnplatz    | Bad Liebenwerda                                           |
| Obermühle                          | Wohnplatz    | Amt Kleine Elster (Niederlausitz) Massen-Niederlausitz    |
| Oelsig                             | Ortsteil     | Amt Schlieben Schlieben                                   |
| Oppelhain                          | Ortsteil     | Amt Elsterland Rückersdorf                                |
| Oschätzchen                        | Ortsteil     | Bad Liebenwerda                                           |
| Ossak                              | Wohnplatz    | Sonnewalde                                                |
| Osteroda                           | Ortsteil     | Herzberg (Elster)                                         |
| Pahlsdorf                          | Ortsteil     | Sonnewalde                                                |
| Pechhütte                          | Ortsteil     | Finsterwalde                                              |
| Peterhof                           | Gemeindeteil | Sonnewalde                                                |
| Pießig                             | Ortsteil     | Sonnewalde                                                |
| Pirschhütte                        | Wohnplatz    | Amt Kleine Elster (Niederlausitz) Massen-Niederlausitz    |
| Plessa                             | Gemeinde     | Amt Plessa Plessa                                         |
| Plessa-Süd                         | Wohnplatz    | Amt Plessa Plessa                                         |
| Polzen                             | Ortsteil     | Amt Schlieben Kremitzaue                                  |
| Ponnsdorf                          | Ortsteil     | Amt Kleine Elster (Niederlausitz) Massen-Niederlausitz    |
| Prestewitz                         | Ortsteil     | Uebigau-Wahrenbrück                                       |
| Prieschka                          | Ortsteil     | Bad Liebenwerda                                           |
| Prießen                            | Ortsteil     | Doberlug-Kirchhain                                        |
| Prösen                             | Ortsteil     | Röderland                                                 |
| Proßmarke                          | Ortsteil     | Amt Schlieben Hohenbucko                                  |
| Rahnisdorf                         | Ortsteil     | Herzberg (Elster)                                         |
| Redlin                             | Gemeindeteil | Herzberg (Elster)                                         |
| Reichenhain                        | Ortsteil     | Röderland                                                 |
| Reißdamm                           | Wohnplatz    | Elsterwerda                                               |
| Rehfeld                            | Ortsteil     | Falkenberg/Elster                                         |
| Rehain                             | Wohnplatz    | Amt Kleine Elster (Niederlausitz) Massen-Niederlausitz    |
| Röderland                          | Gemeinde     | Röderland                                                 |
| Rothes Buschhaus                   | Wohnplatz    | Amt Plessa Schraden                                       |
| Rothstein                          | Ortsteil     | Uebigau-Wahrenbrück                                       |
| Rückersdorf                        | Gemeinde     | Amt Elsterland Rückersdorf                                |
| Rückersdorf                        | Ortsteil     | Amt Elsterland Rückersdorf                                |
| Saathain                           | Ortsteil     | Röderland                                                 |
| Sallgast                           | Gemeinde     | Amt Kleine Elster (Niederlausitz) Sallgast                |
| Sallgast                           | Ortsteil     | Amt Kleine Elster (Niederlausitz) Sallgast                |
| Saxdorf                            | Ortsteil     | Uebigau-Wahrenbrück                                       |
| Schadewitz                         | Ortsteil     | Amt Elsterland Schönborn                                  |
| Schacksdorf                        | Ortsteil     | Amt Kleine Elster (Niederlausitz) Lichterfeld-Schacksdorf |
| Schiemenzmühle                     | Gemeindeteil | Finsterwalde                                              |
| Schilda                            | Gemeinde     | Amt Elsterland Schilda                                    |
| Schlieben                          | Stadt        | Amt Schlieben Schlieben                                   |
| Schlieben                          | Ortsteil     | Amt Schlieben Schlieben                                   |
| Schmerkendorf                      | Ortsteil     | Falkenberg/Elster                                         |
| Schmielsdorf                       | Gemeindeteil | Schönewalde                                               |
| Schönborn                          | Gemeinde     | Amt Elsterland Schönborn                                  |
| Schönborn                          | Ortsteil     | Amt Elsterland Schönborn                                  |
| Schönewalde                        | Stadt        | Schönewalde                                               |
| Schönewalde                        | Ortsteil     | Schönewalde                                               |
| Schönewalde                        | Ortsteil     | Sonnewalde                                                |
| Schraden                           | Gemeinde     | Amt Plessa Schraden                                       |
| Schweditz                          | Gemeindeteil | Mühlberg/Elbe                                             |
| Schulz                             | Wohnplatz    | Doberlug-Kirchhain                                        |
| Schumpe                            | Wohnplatz    | Bad Liebenwerda                                           |
| Seifertsmühl                       | Wohnplatz    | Amt Schradenland Merzdorf                                 |
| Siedlung                           | Wohnplatz    | Bad Liebenwerda                                           |
| Siedlung                           | Wohnplatz    | Sonnewalde                                                |
| Siedlung Erika                     | Wohnplatz    | Amt Kleine Elster (Niederlausitz) Massen-Niederlausitz    |
| Siedlung Poley                     | Gemeindeteil | Amt Kleine Elster (Niederlausitz) Sallgast                |
| Sonnewalde                         | Stadt        | Sonnewalde                                                |
| Sonnewalde                         | Ortsteil     | Sonnewalde                                                |
| Sorno                              | Ortsteil     | Finsterwalde                                              |
| Staupitz                           | Ortsteil     | Amt Plessa Gorden-Staupitz                                |
| Stechau                            | Ortsteil     | Amt Schlieben Fichtwald                                   |
| Steigemühle                        | Wohnplatz    | Amt Schlieben Schlieben                                   |
| Stolzenhain an der Röder           | Ortsteil     | Röderland                                                 |
| Stolzenhain/Hartmannsdorf          | Ortsteil     | Schönewalde                                               |
| Striesa                            | Wohnplatz    | Amt Schlieben Lebusa                                      |
| Tanneberg                          | Wohnplatz    | Amt Kleine Elster (Niederlausitz) Massen-Niederlausitz    |
| Täubertsmühle                      | Wohnplatz    | Amt Elsterland Rückersdorf                                |
| Thalberg                           | Ortsteil     | Bad Liebenwerda                                           |
| Theisa                             | Ortsteil     | Bad Liebenwerda                                           |
| Teich                              | Wohnplatz    | Amt Kleine Elster (Niederlausitz) Sallgast                |
| Teichgut Mittelhausen              | Wohnplatz    | Bad Liebenwerda                                           |
| Teichhäuser                        | Wohnplatz    | Bad Liebenwerda                                           |
| Trebbus                            | Ortsteil     | Doberlug-Kirchhain                                        |
| Trift                              | Wohnplatz    | Doberlug-Kirchhain                                        |
| Tröbitz                            | Gemeinde     | Amt Elsterland Tröbitz                                    |
| Uebigau                            | Ortsteil     | Uebigau-Wahrenbrück                                       |
| Uebigau-Wahrenbrück                | Stadt        | Uebigau-Wahrenbrück                                       |
| Untermühle                         | Wohnplatz    | Bad Liebenwerda                                           |
| Wainsdorf                          | Ortsteil     | Röderland                                                 |
| Wahrenbrück                        | Ortsteil     | Uebigau-Wahrenbrück                                       |
| Waldfrieden                        | Wohnplatz    | Doberlug-Kirchhain                                        |
| Waldhufe                           | Wohnplatz    | Doberlug-Kirchhain                                        |
| Waldmühle                          | Wohnplatz    | Herzberg (Elster)                                         |
| Wehrhain                           | Ortsteil     | Amt Schlieben Schlieben                                   |
| Weidmannsruh                       | Wohnplatz    | Amt Schlieben Lebusa                                      |
| Weinberg                           | Wohnplatz    | Amt Kleine Elster (Niederlausitz) Sallgast                |
| Weinberge                          | Wohnplatz    | Bad Liebenwerda                                           |
| Weinberge                          | Wohnplatz    | Elsterwerda                                               |
| Weinberge                          | Gemeindeteil | Mühlberg/Elbe                                             |
| Weißenburg                         | Wohnplatz    | Amt Schlieben Schlieben                                   |
| Wendisch-Borschütz                 | Gemeindeteil | Mühlberg/Elbe                                             |
| Werchau                            | Ortsteil     | Amt Schlieben Schlieben                                   |
| Werenzhain                         | Ortsteil     | Doberlug-Kirchhain                                        |
| Wiederau                           | Ortsteil     | Uebigau-Wahrenbrück                                       |
| Wiepersdorf                        | Ortsteil     | Schönewalde                                               |
| Wildenau                           | Ortsteil     | Schönewalde                                               |
| Wildgrube                          | Ortsteil     | Uebigau-Wahrenbrück                                       |
| Winkel                             | Ortsteil     | Uebigau-Wahrenbrück                                       |
| Winkelgut                          | Wohnplatz    | Doberlug-Kirchhain                                        |
| Würdenhain                         | Ortsteil     | Röderland                                                 |
| Zeckerin                           | Ortsteil     | Sonnewalde                                                |
| Zeischa                            | Ortsteil     | Bad Liebenwerda                                           |
| Ziegelhäuser                       | Wohnplatz    | Bad Liebenwerda                                           |
| Zinsdorf                           | Ortsteil     | Uebigau-Wahrenbrück                                       |
| Zobersdorf                         | Ortsteil     | Bad Liebenwerda                                           |
| Zollhaus                           | Gemeindeteil | Finsterwalde                                              |
| Zschiepelmühle                     | Wohnplatz    | Amt Elsterland Heideland                                  |
| Züllsdorf                          | Ortsteil     | Herzberg (Elster)                                         |
| Zürchel                            | Gemeindeteil | Amt Kleine Elster (Niederlausitz) Sallgast                |